# Leandrinho
Leandro Henrique do Nascimento (Ribeirão Claro, Paraná, Brasil; 11 de octubre de 1998), más conocido como Leandrinho, es un futbolista brasilero. Juega como delantero y su equipo actual es el Red Bull Bragantino de la Campeonato Brasileño de Serie A.

## Trayectoria

### Associação Atlética Ponte Preta
El 1 de enero de 2015 fue ascendido al plantel principal de Ponte Preta. Entrenó con los mayores pero defendía a las inferiores del club.
Debutó como profesional el 7 de mayo con 16 años y 238 días. Fue en la segunda ronda de la Copa de Brasil, a pesar de su edad jugó como titular y al minuto 58 anotó su primer gol oficial, derrotaron 2 a 1 al Moto Club en el partido de ida.
El 10 de mayo fue convocado para jugar la fecha 1 de la Serie A, pero estuvo en el banco de suplentes sin ingresar.
El partido de vuelta de la Copa de Brasil, se jugó el 13 de mayo, Leandrinho fue titular, jugó su primer partido completo, derrotaron 4 a 1 al Moto Club y clasificaron a la siguiente fase. Su rival en la tercera ronda fue Coritiba, tanto en el partido de ida como de vuelta, fue suplente e ingresó en los minutos finales, empataron 3 a 3 en el marcador global y perdieron por penales.
Su debut en la Serie A, se produjo el 25 de junio, ingresó al minuto 77 para enfrentar al Fluminense pero perdieron 2 a 0.
A nivel internacional, debutó en la Copa Sudamericana el 19 de agosto contra Chapecoense en el partido de ida, ingresó al minuto 56, el encuentro estaba 1 a 0 en contra, pero Leandrinho anotó un gol al minuto 88 y decretó el empate final.
Leandrinho firmó un precontrato con Udinese de Italia, aunque hasta los 18 años no podría incorporarse al club. Antes de comenzar la Copa Mundial sub-17, Real Madrid mostró interés para incorporarlo a sus filas.
En el año 2016 no tuvo oportunidades en el primer equipo, no quiso renovar contrato. A finales de diciembre, viajó a Italia para continuar su carrera profesional.

### Società Sportiva Calcio Napoli
El 9 de diciembre de 2016 pasó el reconocimiento médico de Napoli. El 12 de enero de 2017 el equipo italiano hizo oficial el fichaje del futbolista.

## Selección nacional

### Trayectoria
Fue convocado para jugar el Campeonato Sudamericano Sub-17 de 2015 en Paraguay con Brasil, tuvieron una fase de grupos irregular, ganaron 2 partidos, empataron uno y perdieron el restante, pero fue suficiente para clasificar al hexagonal final. De los 5 partidos que se disputaron en la fase final, ganaron 3 partidos, perdieron 2 y se consagraron campeones con 9 puntos. Leandrinho fue el goleador del torneo con 8 anotaciones en los 8 partidos que disputó.
El 2 de octubre de 2015 fue seleccionado por Carlos Amadeu para disputar el Mundial sub-17 en Chile. Leandrinho jugó todos los partidos, llegaron hasta cuartos de final y perdieron 3 a 0 contra Nigeria, quien se coronaría campeón. Anotó 2 goles en la Copa Mundial.

### Participaciones en juveniles
| Competición                            | Sede     | Resultado        | Partidos | Goles |
| -------------------------------------- | -------- | ---------------- | -------- | ----- |
| Campeonato Sudamericano Sub-17 de 2015 | Paraguay | Campeón          | 8        | 8     |
| Copa Mundial Sub-17 de 2015            | Chile    | Cuartos de final | 5        | 2     |

## Estadísticas
Actualizado al último partido disputado el 20 de marzo de 2022
| Ponte Preta · Brasil                                                             | 1.ª           | 2015          | 8  | 0 | 0  | 0 | 4 | 1 | 1 | 1 | 13 | 2 |
| Ponte Preta · Brasil                                                             | Total club    | Total club    | 8  | 0 | 0  | 0 | 4 | 1 | 1 | 1 | 13 | 2 |
| Napoli · Italia                                                                  | 1.ª           | 2016-17       | 0  | 0 | -  | - | 0 | 0 | 0 | 0 | 0  | 0 |
| Napoli · Italia                                                                  | 1.ª           | 2017-18       | 0  | 0 | -  | - | 0 | 0 | 0 | 0 | 0  | 0 |
| Napoli · Italia                                                                  | Total club    | Total club    | 0  | 0 | 0  | 0 | 0 | 0 | 0 | 0 | 0  | 0 |
| Atlético Mineiro · Brasil                                                        | 1.ª           | 2018          | 3  | 0 | 0  | 0 | 0 | 0 | - | - | 3  | 0 |
| Atlético Mineiro · Brasil                                                        | 1.ª           | 2019          | 0  | 0 | 6  | 0 | 0 | 0 | - | - | 6  | 0 |
| Atlético Mineiro · Brasil                                                        | Total club    | Total club    | 3  | 0 | 6  | 0 | 0 | 0 | 0 | 0 | 9  | 0 |
| Red Bull Bragantino · Brasil                                                     | 1.ª           | 2020          | 12 | 0 | 0  | 0 | 0 | 0 | - | - | 12 | 0 |
| Red Bull Bragantino · Brasil                                                     | 1.ª           | 2021          | 4  | 0 | 7  | 0 | 1 | 0 | 2 | 0 | 14 | 0 |
| Red Bull Bragantino · Brasil                                                     | 1.ª           | 2022          | 0  | 0 | 4  | 0 | 0 | 0 | 0 | 0 | 4  | 0 |
| Red Bull Bragantino · Brasil                                                     | Total club    | Total club    | 16 | 0 | 11 | 0 | 1 | 0 | 2 | 0 | 30 | 0 |
| Total carrera                                                                    | Total carrera | Total carrera | 27 | 0 | 17 | 0 | 5 | 1 | 3 | 1 | 52 | 2 |
| (1) Incluye datos de la Copa de Brasil (2) Incluye datos de la Copa Sudamericana |               |               |    |   |    |   |   |   |   |   |    |   |

## Palmarés

### Títulos internacionales
| Título                         | Equipo              | Lugar    | Año  |
| ------------------------------ | ------------------- | -------- | ---- |
| Campeonato Sudamericano Sub-17 | Selección de Brasil | Paraguay | 2015 |

### Distinciones individuales
| Distinción                                                                | Año  |
| ------------------------------------------------------------------------- | ---- |
| Goleador del Campeonato Sudamericano Sub-17 (8 goles)                     | 2015 |
| Parte de los 50 mejores futbolistas sub-18 del mundo según medio Goal.com | 2016 |